# المتون (کنتاکی)
المتون (به انگلیسی: Elamton) یک منطقهٔ مسکونی در ایالات متحده آمریکا است که در شهرستان مورگان، کنتاکی واقع شده‌است. المتون ۲۵۳٫۹ متر بالاتر از سطح دریا واقع شده‌است.